# Jean-Jacques Magendie
Jean-Jacques Magendie (* 21. Mai 1766 in Bordeaux; † 26. März 1835 in Paris) war ein Offizier in der Französischen Marine. Er war Kommandant des berühmten Segelkriegsschiffs Bucentaure in der Seeschlacht von Trafalgar unter Vizeadmiral Pierre de Villeneuve.

## Leben

### Familie
Jean-Jacques Magendie wurde am 21. Mai 1766 in Bordeaux (Gironde) als Sohn von Jacques Magendie und Marie-Anne Bienvenu geboren. Am 28. September 1795 heiratete er Raymonde Deschazeau in Bordeaux.

### Dienst in der Französischen Marine ab 1793
Nach zahlreichen beruflichen Stationen mit nautischem Bezug, die ihn unter anderem auch nach Martinique, St. Lucia und Guadeloupe führten, wurde er 1793 als Lieutenant im Dienst der Französischen Marine in Brest stationiert.
Am 23. August 1793 befand er sich an Bord einer Korvette, die von zwei britischen Fregatten aufgebracht wurde. Das 4 Stunden dauernde Gefecht führte zur Entmastung und zur anschließenden Versenkung des Schiffs; Magendie geriet in britische Gefangenschaft.
Nach seiner Rückkehr am 21. März 1796 nach Frankreich wurde er nach Rochefort versetzt. Hier versah er seinen Dienst auf der Fregatte Tartu, mit der er 1796–1797 zu militärischen Kampagnen vor Irland entsandt wurde. Nach einem Sturm und einem Gefecht mit der HMS Polyphemus am 31. Dezember 1796 verlor Frankreich die Fregatte Tartu an die Briten; Magendie wurde erneut gefangen genommen. 1798 kehrte er aus der Gefangenschaft nach Rochefort zurück. Am 14. September 1799 gelangte er auf die Fregatte L´Africaine unter dem Kommando von Kapitän Lapalisse, die zu der Teilnahme an einer Mission in Santo Domingo berufen wurde. Durch die Erkrankung von Lapalisse führte er in Vertretung anschließend die Fregatte L´Africaine bis zur Rückkehr nach Rochefort – hier übernahm Kapitän Saunier das Schiff, unter dessen Kommando Magendie fortan seinen Dienst versah. Die L´Africaine wurde am 19. Februar 1801 bei Gibraltar in ein Nachtgefecht mit der britischen Fregatte HMS Phoebe verwickelt. 130 Tote und 186 Verwundete waren als Folge des Gefechts zu verzeichnen – unter den Verletzten befand sich auch Magendie, der eine Kopfwunde davontrug und wieder in britische Militärgefangenschaft geriet. Aus der Gefangenschaft entlassen kehrte er am 25. März 1801 über Menorca nach Toulon zurück. Am 11. September 1801 wurde Magendie nach Ancona beordert, um an Bord der Fregatte Minerve zu gelangen. Mit ihr fuhr er mehrere Patrouillen im Mittelmeer, insbesondere in der Adria. Später nahm Magendie mit der Minerve auch an Expeditionen nach Santo Domingo und an dem Angriff auf das Fort von Port-de-Paix teil.

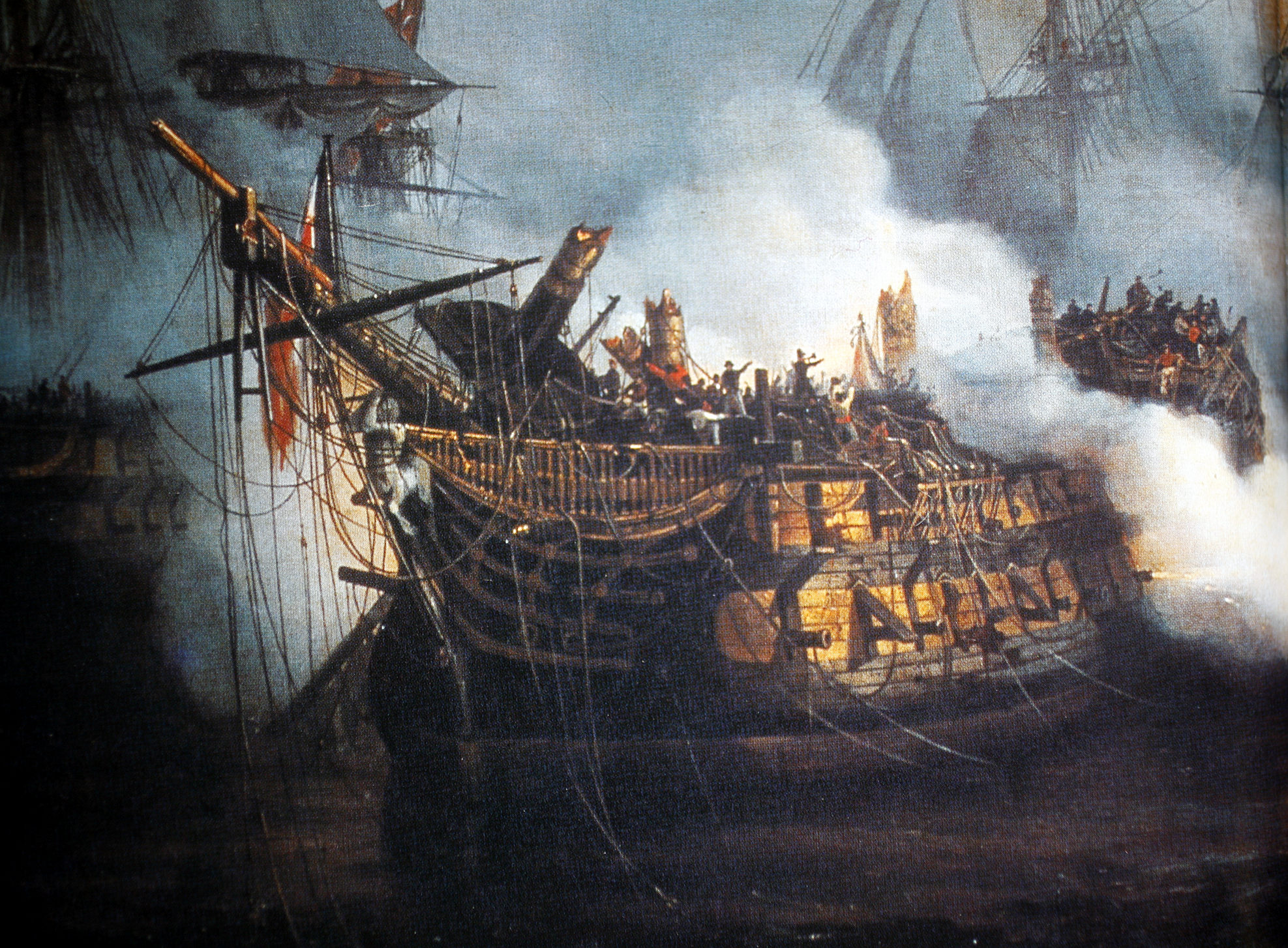
Das französische Flaggschiff Bucentaure in der Seeschlacht von Trafalgar

Der Kommandeur von Santo Domingo ernannte Magendie am 8. Januar 1803 zum Kapitän. Am 27. Oktober 1803 erhielt er das Kommando über die Bucentaure, ein Linienschiff 3. Ranges unter Admiral Latouche-Tréville, der jedoch an Bord verstarb. Magendie nahm mit der Bucentaure an Kampagnen auf den Antillen wie auch an der Seeschlacht von Kap Finisterre am 22. Juli 1805 teil.
Unter Vizeadmiral Pierre de Villeneuve segelte Magendie mit der Bucentaure schließlich auch in der Seeschlacht von Trafalgar gegen Lord Nelsons britische Flotte. In dieser Schlacht wurde die Bucentaure von mehreren Schiffen, darunter auch Nelsons Flaggschiff Victory, gleichzeitig beschossen, so dass die französische Crew 400 Mann Besatzung für weitere Kampfhandlungen einbüßte. Zu den Verletzten gehörte auch Magendie, der erneut eine Kopfverletzung davontrug. Magendie wie auch Villeneuve gerieten in britische Gefangenschaft.
Am 1. Februar 1806 gelangte Magendie zurück nach Frankreich.
Weitere dienstliche Stationen führten Magendie nach Lissabon, La Rochelle, Port-Vendres, Paris und Antwerpen.
Magendie starb am 26. März 1835 in der Rue de Lafayette 9 in Paris und wurde auf einem Friedhof im Norden der Stadt begraben.